# Carles Riba i Bracons
Carles Riba i Bracons (Barcelona, 23 de setembre de 1893 - 12 de juliol de 1959) va ser un escriptor i poeta català. Casat amb la poeta Clementina Arderiu. Autor dels dos llibres que formen Estances, Elegies de Bierville, Salvatge cor, Del joc i del foc, Esbós de tres oratoris. Va ser el primer traductor d'Èsquil al català, amb una prosa que reflecteix a la perfecció el llenguatge del difícil poeta grec. També ho va ser de l'Odissea d'Homer, de les Vides paral·leles de Plutarc, del teatre de Sòfocles i del teatre d'Eurípides. Com a poeta, també va escriure en gallec unes de les primeres composicions neotrobadoresques de la literatura gallega.

## Biografia

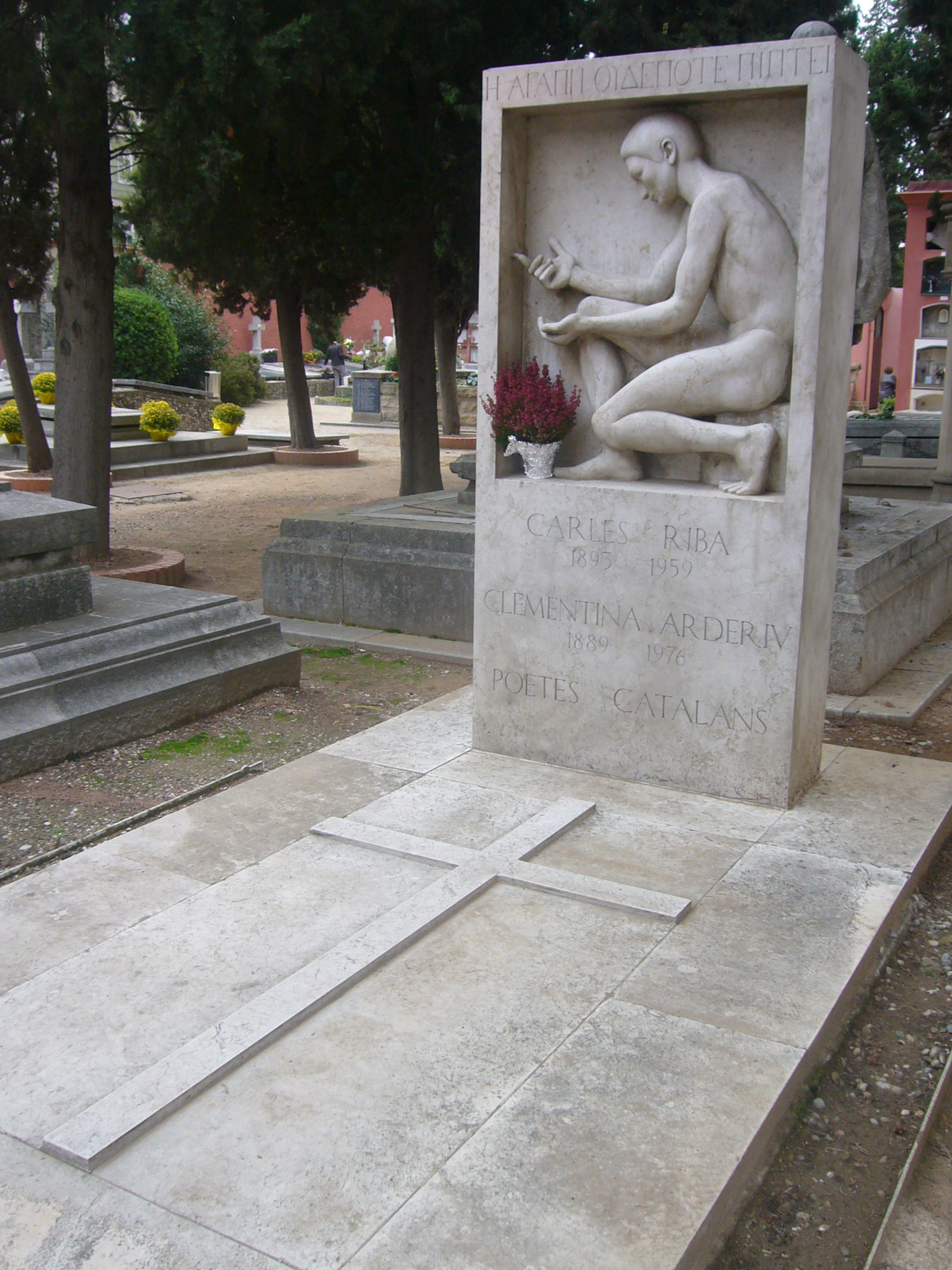
Tomba de Carles Riba i Clementina Arderiu al cementiri de Sarrià

Quan estudiava el batxillerat, ja es va matricular en les carreres de filosofia i lletres i de dret a la Universitat de Barcelona, fet que li va permetre adquirir una important formació hel·lenística. La segona llicenciatura, una imposició familiar, no l'acabaria fins anys més tard. Malgrat tot, el seu pare no va dubtar a donar-li suport en la vocació humanística. De fet, el 1911, va sufragar la publicació de les Bucòliques de Virgili, que Carles Riba havia traduït amb només 17 anys. Aquell mateix any, l'escriptor va guanyar la flor natural als Jocs Florals de Girona. Dos anys abans, el 1909, havia estat guardonat en els Jocs Florals Internacionals pel seu poema en esperanto Nu.
El 1916 es va casar amb la poeta Clementina Arderiu, a qui havia conegut en uns Jocs Florals. Riba volia guanyar-se la vida en el món de les lletres i ho va aconseguir gràcies al context del moment. A principi del segle xx, amb el noucentisme, cultura i política anaven de la mà. L'any 1915, havia estat nomenat redactor en cap de la revista de pedagogia Quaderns d'estudi, de la qual era director Eugeni d'Ors, i un any més tard es va convertir en professor de l'Escola de Bibliotecàries, nascuda sota els auspicis de la Mancomunitat. Riba col·laboraria, també, en La Veu de Catalunya i, successivament, en La Publicitat com a crític literari, i en La revista.
El 1919 va ser un any decisiu en la vida de Carles Riba, ja que es va publicar el Primer llibre d'Estances –el Segon és del 1930–. A primer cop d'ull sembla una obra difícil, però Estances és, sobretot, una victòria del poeta sobre la llengua en construcció. Riba aconsegueix que sigui vàlida per a expressar uns estats psicològics, anímics, dins d'uns models formals perfectament fixats. Segons Gabriel Ferrater, el tema general d'aquesta poesia és l'intent de reconstruir la pròpia identitat mitjançant els sentiments de cada moment'.
Va viatjar a Alemanya, on va estudiar sota la direcció de Karl Vossler a Múnic (1922). Va completar la formació clàssica amb viatges a Itàlia i Grècia durant la dècada del 1920. En aquesta mateixa època, va col·laborar amb Pompeu Fabra en l'elaboració del Diccionari general de la llengua catalana.
Fou escollit vocal de cultura de l'Associació de Funcionaris de la Generalitat de Catalunya (1933) durant la presidència de Rafael Ramis i Romans.
Va treballar en la Fundació Bernat Metge, especialitzada en estudis clàssics i va passar a ser professor de grec a la Universitat de Barcelona el 1934.
Compromès amb el catalanisme i amb la II República Espanyola, es va veure obligat a exiliar-se a Montpeller després de la victòria franquista que va derrocar el govern legítim republicà el 1939. A la localitat de Roissy-en-Brie, acollit amb altres escriptors catalans, va compondre un dels seus llibres més reconeguts, les Elegies de Bierville. Retornà de l'exili a Barcelona amb la seva família la primavera de 1943.
Va treballar en traduccions d'autors clàssics per a la Fundació Bernat Metge, organisme que va arribar a dirigir després de veure's obligat a allunyar-se de la vida pública a causa de les purgues a la Universitat.
Fou el portaveu indiscutible dels intel·lectuals catalans en els congressos de poesia de Segòvia (al qual fou convidat per Dionisio Ridruejo el 1952), Salamanca (1953) i Santiago de Compostel·la (1954). Després d'aquests simpòsiums, la correspondència amb Ridruejo mostra l'interès que la cultura catalana despertava entre els sectors més inquiets del panorama literari espanyol.
Traductor de Konstandinos Kavafis, Friedrich Hölderlin, Edgar Allan Poe, Rainer Maria Rilke i Franz Kafka, a més dels clàssics grecs i llatins, es va dedicar també a la narrativa (relats infantils).
La seva poesia estableix la voluntat de tractar l'amor com a element poètic, amb unes referències cultes que mostraven la seva amplíssima cultura clàssica i anglogermànica. La seva poesia parteix de models diferenciats en el temps i l'espai. D'una banda, el més evident és el dels clàssics grecs, amb especial accent en Homer; no és menys evident, però, la influència del Renaixement català (Ausiàs March) o italià (Petrarca i Dante) o de la poesia moderna catalana (Josep Carner).
Amb motiu del seu seixantè aniversari, a l'any 1953, un grup d'amics van dedicar-li un homenatge i un manifest signat per diferents personalitats. La recollida de signatures va anar a càrrec del crític d'art Rafael Santos Torroella. Entre algunes de les personalitats signats s'hi troben els poetes, Ildefonso Manuel Gil i Gerardo Diego, l'escriptor Gregorio Marañón, els escultors Cristino Mallo i Àngel Ferrant o l'actriu, Conchita Montes, entre molts d'altres. El darrer dels actes d'homenatge fou una sessió acadèmica a la Casa del Libro (antiga Catalònia) en què hi van intervenir intel·lectuals de diferents disciplines elogiant el talent del poeta. D'aquest esdeveniment en va germinar la publicació del volum Homenatge a Carles Riba (1954). 
L'any 1993 la Generalitat de Catalunya commemorà el centenari del seu naixement.
A l'any 2014, l'Ajuntament de Girona, en paral·lel a l'adquisició del fons artístic Santos Torroella, va rebre en donació l'Arxiu i Biblioteca Rafael i María Teresa Santos Torroella per part dels hereus de María Teresa Bermejo. La documentació sobre els congressos de poesia, en què Riba va tenir-hi un paper rellevant, i la correspondència referent al seu homenatge, l'any 1954, forma part del llegat documental de l'Arxiu Santos Torroella. Els treballs de tractament són a càrrec de l'Arxiu Municipal de Girona.

## Família
Carles Riba va ser fill d'Antoni Riba, nat a Tortosa, i d'Adela Bracons i Casablancas, nascuda a Barcelona. Es casà amb Clementina Arderiu, amb qui tingué quatre fills: Oriol Riba, geòleg i professor, Jordi Riba, Eulàlia Riba i Francesc Riba.
És avi de Pau Riba, cantautor i figura contracultural de la Transició, Carles Riba, enginyer industrial, professor, ecologista i primer alcalde democràtic de Sant Joan Despí, i Mercè Riba, escultora. També és besavi de Caïm Riba.
Va ser consogre de Pau Romeva.

## Obra
Nota: L'any es refereix a la data de publicació

### Narrativa
- 1917 - Aventures de Perot Marrasquí
- 1920 - Guillot el bandoler
- 1924 - L'ingenu Amor (Premi Concepció Rabell el 1926)
- 1928 - Sis Joans

### Poesia
- Primera edició de l'obra definitiva (que inclou el segon llibre) d'Estances. Publicada a Sabadell l'any 19301919 - Primer llibre d'estances
- 1912-1919 - La paraula a lloure
- 1930 - Segon llibre d'estances

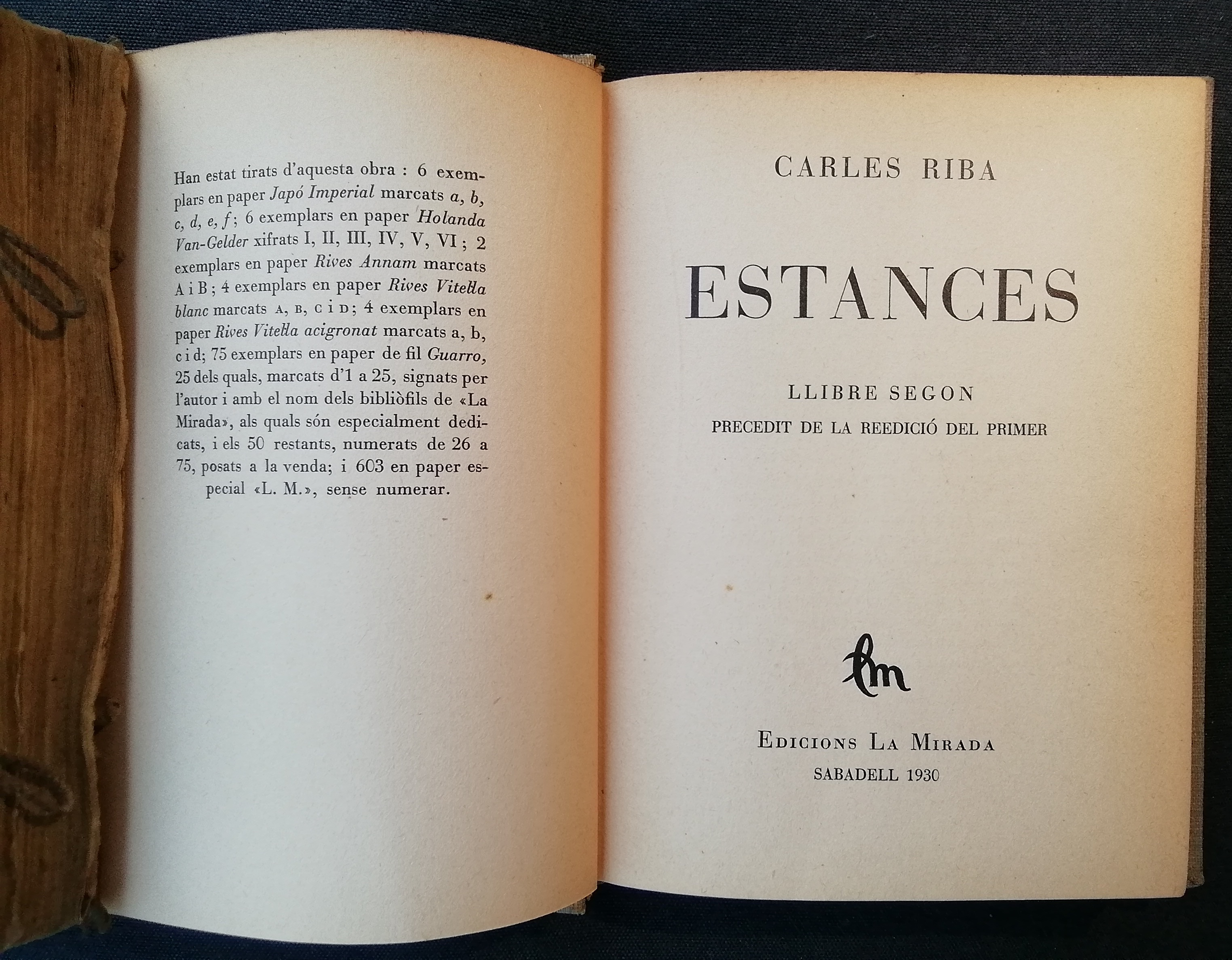
Primera edició de l'obra definitiva (que inclou el segon llibre) dEstances. Publicada a Sabadell l'any 1930

- 1935 - 20 Tannkas amb gravats de Jaume Pla
- 1937 - Tres suites
- 1943 - Elegies de Bierville
- 1947 - Del joc i del foc
- 1952 - Salvatge cor
- 1957 - Esbós de tres oratoris

### Crítica literària
- 1922 - Escolis i altres articles
- 1927 - Els marges
- 1937 - Per comprendre
- 1957 - ...Més els poemes

### Traduccions (al català)

#### Del llatí
- 1911 - Virgili. Les Bucòliques de Virgili. Barcelona. D. F. Altés Alabart.
- 1914 - Cornelii Nepotis. Liber de excellentibus ducibus exterarum gentium. vol. I: Praefatio et Miltiadis Themistoclisque vitae. Barcelona; Institut de la Llengua Catalana, Bibliotheca scriptorum graecorum et romanorum cum ibericis versionibus.
- 1924 - Dècim Magne Ausoni. Obres, vol. I. (trad. de Carles Riba i Antoni Navarro). Barcelona: Editorial Catalana (Fundació Bernat Metge).
- 1927 - Plaute. Aululària (Comèdia de l'olla); La Revista, gener-juny 1927, p. 36-52.
- 1928 - Dècim Magne Ausoni. Obres, vol. II. (trad. de Carles Riba i Antoni Navarro). Barcelona; Editorial Catalana (Fundació Bernat Metge).

#### Del grec
- 1919 - Homer. Odissea, 3 vols. Barcelona; Editorial Catalana (Biblioteca Literària).
- 1920 - Plutarc. Vides d'Alexandre i de Cèsar. Barcelona; Editorial Catalana. (Biblioteca Literària)
- 1920 - Sòfocles. Antígona. Electra. Barcelona; Editorial Catalana (Biblioteca Literària)
- 1922 - Xenofont. Els deu mil, 2 vols. Barcelona; Editorial Catalana (Biblioteca Literària).[11]
- 1922 - Aristòtil. Crítica del comunisme (Extreta de la Política). Barcelona; A. López-Llausàs.
- 1923 - Xenofont. Records de Sòcrates. Barcelona; Editorial Catalana (Fundació Bernat Metge).
- 1924 - Xenofont. Obres socràtiques menors. Economia, Convit, Defensa de Sòcrates. Barcelona; Editorial Catalana (Fundació Bernat Metge).
- 1926 - 1946 - Plutarc. Vides paral·leles, 15 vols. Barcelona; Editorial Catalana (Fundació Bernat Metge).
- 1929 - Eurípides. Medea. Dins de: Miscel·lània Crexells. Barcelona; Publicacions de la Fundació Bernat Metge.
- 1932 - 1934 - Èsquil, Tragèdies, 3 vols. Barcelona; Editorial Catalana (Fundació Bernat Metge).
- 1948 - Homer. L'Odissea, novament traslladada en versos catalans per Carles Riba. Amb gravats d'E. C. Ricart. Barcelona; Societat Aliança d'Arts Gràfiques.
- 1951 - 1964 - Sòfocles. Tragèdies, 4 vols. Barcelona; Fundació Bernat Metge
- 1951 - Sòfocles. Tragèdies. Traslladades en versos catalans per Carles Riba. Amb gravats de Josep Obiols, vol. I. Barcelona; Alcides.
- 1953 - Homer. L'Odissea. Novament traslladada en versos catalans per Carles Riba. Barcelona; Alpha. (hi ha una edició posterior, pòstuma, amb algunes esmenes: Barcelona: Edicions de la Magrana, 1993.
- 1977 - Eurípides. Tragèdies d'Eurípides, 3 vols. Introducció i edició a cura de Carles Miralles. Barcelona; Curial. (Li fou concedit el Premi Crítica Serra d'Or de Literatura de 1978, de traducció de teatre).
- 1977 - Sòfocles. Tragèdies de Sòfocles, 2 vols. Edició a cura de Carles Miralles. Barcelona; Curial. (Li fou concedit el Premi Crítica Serra d'Or de Literatura de 1978, de traducció de teatre.)

#### De l'hebreu
- 1918 - Càntic dels càntics. Llibre de Rut. Barcelona; Publicacions de «La Revista».
- 1930 - Rut Introducció i notes d'Enric Bayon. Barcelona; Alpha (Fundació Bíblica Catalana).
- 1948 - Càntic dels càntics. Versió de Carles Riba. Introducció del Dr. Cebrià Montserrat i notes dels Drs. Montserrat i Riba. Barcelona; Alpha (Fundació Bíblica Catalana).

#### De l'alemany
- 1919-1920 - Ll. Jacob i G. Carles Grimm. Contes d'infants i de la llar, 2 vols. Barcelona; Editorial Catalana.
- 1924? - E. T. A. Hoffmann. El dux i la dogaressa (Marino Falieri). Valls; E. Castells impressor (La Novel·la Estrangera).
- 1924 - Franz Kafka. «Un fratricidi», La Mà Trencada, 4, 24-XII-1924, p. 64-66.
- 1925 - Gottfried Keller. La gent de Seldwyla. Barcelona; Llibreria Catalònia.
- 1932 - G. Keller. Els tres honrats pintaires. Barcelona; Barcino.
- 1935 - Germans Grimm. Rondalles de Grimm. Il·lustrades per Arthur Rackham. Barcelona; Joventut.
- 1943 - Hölderlin. Carles Riba, Versions de Hölderlin. Buenos Aires, 1943 (en realitat publicat a Barcelona el 1944). Nova edició: Carles Riba, Versions de Hölderlin. Prefaci de Gabriel Ferrater. Barcelona: Edicions 62, 1971.
- 1965 - Rainer Maria Rilke. La cançó d'amor i de mort del corneta Christoph RilkePròleg de Salvador Espriu. Il·lustracions: Barbarà. Barcelona; Graphic Andros. Nova edició: Rainer Maria Rilke, La cançó d'amor i de mort del corneta Christoph Rilke Precedit de Potser contat de nou, amb parsimònia de Salvador Espriu i seguit de Rainer Maria Rilke de Jaume Bofill i Ferro. Barcelona: Curial, 1981.
- 1984 - Rainer Maria Rilke. Carles Riba, Esbossos de versions de Rilke. A cura d'Enric Sullà. Barcelona; Edicions 62.

#### De l'anglès
- 1915-1916 - Edgar A. Poe. Històries extraordinàries d'Edgard A. Poe, 2 vols. Barcelona; Societat Catalana d'Edicions.
- 1918 - Edgar A. Poe. Els assassinats del carrer Morgue. Barcelona; Editorial Catalana.
- 1918 - William S. Bruce. Exploració polar. Barcelona: Editorial Catalana.
- 1918 - Arthur R. Hinks. Astronomia. Traducció de l'anglès per A. Desvalls i C. Riba. Barcelona; Editorial Catalana.
- 1919 - Edith Sichel. El Renaixement. Traducció de l'anglès per Jordi març (pseudònim de Carles Riba). Barcelona; Editorial Catalana.
- 1920 - D. Hogarth. L'antic Orient. Traducció de l'anglès per Jordi març (pseudònim de Carles Riba). Barcelona; Editorial Catalana.
- 1931 - H. Rider Haggard. Ella, vol. II. Barcelona: Llibreria Catalònia. (La traducció del primer volum és de Josep Millàs Raurell).
- 1934 - Edgar A. Poe. La màscara de la mort roja. Portada i gravats d'Enric Cluselles. Barcelona; s.p.i. (Quaderns Literaris).
- 1934 - Edgar A. Poe. Els assassinats del carrer Morgue. Portada al boix d'Enric Cluselles. Barcelona; s.p.i. (Quaderns Literaris).
- 1935 - Edgar A. Poe. La caiguda de la casa Usher. Barcelona: s.p.i. (Quaderns Literaris), 1935.
- 1953 - Edgar A. Poe. Els assassinats del carrer de la Morgue. Barcelona; Editorial Selecta.
- 1964 - Edgar A. Poe. Narracions extraordinàries. Il·lustracions de Francesc Almuni. Barcelona; Editorial Selecta.
- 1980 - Edgar A. Poe. Contes, 4 vols. Barcelona; Quaderns Crema.

#### Del francès
- 1921 - Joseph Bédier. El romanç de Tristany i Isolda. Traducció de Damià Pujol [pseudònim de Carles Riba]. Barcelona; Editorial Catalana. Nova edició: Joseph Bédier, El romanç de Tristany i Isolda. Traducció i nota preliminar de Carles Riba. Presentació de Martí de Riquer. Barcelona; Quaderns Crema, 1981.
- 1921 - Bernardin de Saint-Pierre. Pau i Virgínia. Traduït del francès per Albert Cabestany (pseudònim de Carles Riba ?). Barcelona; Editorial Catalana.
- 1924 - A. de Vigny. Laura o el segell roig. Barcelona; Josep Vila, impressor (La Novel·la Estrangera).
- 1933 - Jean Cocteau. Text de l'oratori de Jean Cocteau. Èdip, rei («Oedipus Rex»). Barcelona; Gran Teatre del Liceu.
- 1957 - Jean de Brunhoff. La infància de Babar. Barcelona; Aymà, 1957.
- 1957 - Jean de Brunhoff. Babar i la vella senyora. Barcelona; Aymà.
- 1964 - Jean de Brunhoff. El coronament de Babar. Barcelona; Aymà.
- 1964 - Jean de Brunhoff. Babar en globus. Barcelona; Aymà.
- 1988 - Jean de Brunhoff. Història de Babar el petit elefant. Barcelona; Aliorna.

#### Del grec modern
- 1962 - Konstandinos Kavafis. Carles Riba, Poemes de Kavafis, selecció i traducció. Il·lustracions de J. Subirachs. Nota preliminar de Joan Triadú. Barcelona; Teide.
- 1977 - Konstandinos Kavafis. Poemes** , pròleg d'Alexis E. Solà. Barcelona; Curial.

#### De l'italià
- 1920 - Benvenuto Cellini. De la «Vita» de Benvenuto Cellini (fragments). Barcelona; Ricard Duran i Alsina, impressor-llibreter (Minerva Segona sèrie. Col·lecció Popular de Literatures Modernes).
- 1932 - Benvenuto Cellini. De la «Vida» de Benvenuto Cellini. Traducció de Joan Estelrich i Carles Riba. Barcelona; Llibreria Catalònia.

### Recopilacions
- 1920 - Un tros de paper

## Obra en gallec

### Poesia
- Cantares d'amor e d'amigo (1990, Ediciós do Castro).

Un aspecte força desconegut, especialment a Catalunya, de l'obra de Carles Riba és que fou autor, amb tan sols 18 anys, d'uns poemes neotrobadorescos en llengua gallega. Aquestes composicions estan dedicades a Pepita Vila, una noia barcelonina filla de gallecs (dels municipis de Samos i O Incio) que va mantenir una relació sentimental amb Carles Riba.
Escrits quan el poeta tenia 18 anys, aquestes cantigues d'amor i d'amic «podrien alterar o modificar la cronologia de la poesia neotrobadoresca a Galícia i, també, ampliar-ne els anys d'existència, malgrat que hagués sorgit fora de l'espai gallec». Cal tenir en compte que Fermín Bouza-Brey va escriure Troba infinita el 1926 (publicada dins de Nao senlleira el 1933) i que Álvaro Cunqueiro va publicar Cantiga nova que se chama Riveira el 1933, dues obres de caràcter neotrobadoresc de la literatura gallega escrites i publicades amb posterioritat als poemes de Riba. A més a més, el Primer llibre d'estances va veure la llum el 1919.
Els poemes van ser guardats per Pepita Vila fins a la seva mort, l'any 1975 i, donats per una neboda, foren publicats per primer cop pel Departament de Cultura de la Generalitat de Catalunya el 1987, en un volum de textos primerencs de Carles Riba titulat Papers de joventut. Posteriorment, Xosé Lois García va preparar-ne una edició sota el títol Cantares d'amor e d'amigo per a Ediciós do Castro, que va sortir el 1990.

## Fons personal
El seu fons personal es conserva a l'Arxiu Nacional de Catalunya. La documentació va ingressar a l'ANC en virtut del conveni de cessió signat el 12 de novembre de 1992 entre els germans Riba i Arderiu, hereus legals del fons, i la Generalitat de Catalunya. De mans seves, procedeixen els ingressos de dates 30 de setembre de 1991, 14 d'octubre de 1993, 8 d'octubre de 1996 i 27 de març de 2002. Carles Jordi Guardiola i l'Institut d'Estudis Catalans van completar el fons amb altres ingressos de data 10 de març de 1994 i 21 de març de 1996, respectivament. El fons conté la documentació generada i rebuda per Carles Riba i Clementina Arderiu; documentació relacionada tant amb la seva activitat personal com amb la seva activitat professional, i en destaquen els aspectes literaris, de caràcter cultural i associatiu. Del conjunt del fons cal subratllar, pel seu interès, la sèrie de la correspondència, especialment la rebuda per Carles Riba.
La biblioteca personal de Carles Riba i Clementina Arderiu, en la qual hi havia intercalada alguna documentació personal, es conserva a la Biblioteca de Catalunya, on ingressà per cessió de l'Institut d'Estudis Catalans a la BC el 2001. S'hi conserven també els originals d'algunes obres ingressades durant la Guerra Civil o per compra de la Generalitat.